# Pehr Kalm
Pehr Kalm, también conocido como Pietari Kalm, o Peter Kalm (Ångermanland (Suecia); 6 de marzo de 1716 - † Åbo (Finlandia, en la época formaba parte de Suecia); 16 de noviembre de 1779), explorador y botánico nacido en Suecia de padres finlandeses.
Kalm es famoso por haber sido el primer europeo en describir las cataratas del Niágara y nos ha proporcionado el primer estudio detallado de historia natural de Norteamérica.

## Biografía
Hijo de un pastor luterano, Kalm crece en Finlandia. Comienza sus estudios en la academia de Åbo (la actual Turku) y los prosigue, al ir en 1735 a la Universidad de Upsala. A partir de 1740, sigue los cursos de Carlos Linneo. En 1746, Kalm se convierte en profesor que imparte Historia natural y economía en la academia de Åbo, puesto fijo que ocupa a tiempo completo a partir de 1747.
La Real Academia de las Ciencias de Suecia, le elige para hacer un viaje a Norteamérica con el fin de recoger información y especímenes de todas las semillas y nuevas plantas que pudieran revelarse útiles para la agricultura y la industria. Kalm tiene especialmente el encargo de recoger pies de morera roja (Morus rubra) con el fin de permitir el desarrollo de la producción de seda en Suecia.
Kalm llega a Pensilvania en 1748 e instala su campo base en la comunidad finosueca instalada en el sur de Nueva Jersey. Allí oficia como Pastor y se casa en 1750. Viaja hasta las Cataratas del Niágara y al norte de Quebec antes de ir de vuelta a Suecia en 1751. Ocupa un puesto de profesor, función que ejerce hasta su muerte.
Kalm funda un Jardín Botánico en Turku (Finlandia). El Diario de viaje de Kalm, En Resa til Norra America (Estocolmo) aparece entre 1753 y 1761 y se traduce al inglés en 1770 bajo el título de Viajes into North América.
El genial Linneo, en su Species Plantarum, cita 90 especies de plantas informadas por Kalm, de las cuales 60 son nuevas para la ciencia.

## Obra
- P. Kalms Mag. Doc. Västgötha och Bohusländska resa (1746)
- En resa till Norra Amerika Teil I–III (1753–61)
- Flora fennica (1765)

## Honores

### Epónimos
Géneros
- (Ericaceae) Kalmia L.[2]

- (Ericaceae) Kalmiella Small[3]

- (Ericaceae) Kalmiopsis Rehder[4]

- (Ericaceae) × Kalmiothamnus Starling[5]
- La abreviatura «Kalm» se emplea para indicar a Pehr Kalm como autoridad en la descripción y clasificación científica de los vegetales.[6]